# Distretto di Thanh Phu
Il distretto di Thanh Phu (vietnamita: Thạnh Phú) è un distretto (huyện) del Vietnam che nel 2003 contava 131.964 abitanti.
Occupa una superficie di 401 km² nella provincia di Ben Tre. Ha come capitale la città omonima.